# Konkwista (powieść)
Konkwista – powieść Waldemara Łysiaka wydana po raz pierwszy w 1988 r. pod pseudonimem Valdemar Baldhead. Stanowi ona drugą część tzw. trylogii heroiczno-łotrzykowskiej, choć została wydana jako pierwsza (nieścisłość wyjaśniona jest w przedmowie do Dobrego). Fabularnie niezależna od części pierwszej, wątki cyklu zaczynają stanowić całość dopiero w części trzeciej zatytułowanej Najlepszy.
Konkwista utrzymana jest w stylu powieści Fredericka Forsytha, zwłaszcza Psów wojny. Autor uzasadnia w Posłowiu na temat formy i treści wybór gatunku sensacyjnego, jako najlepiej odwzorowującego machinacje polityczne. Udowadnia też, że rzeczywistość czasem jest bardziej „nierealna” niż fabuła tego typu powieści.

## Fabuła
Jest 1987 rok. W leżącym pomiędzy RPA i Namibią, południowoafrykańskim państewku Tangaland, rządzonym twardą ręką przez dyktatora Nyakobo, walcząca przeciw niemu partyzantka komunistyczna FWL dokonuje napadu na zakłady wydobywcze w górach Harel, biorąc kilkunastu członków zagranicznego personelu jako zakładników, jednocześnie stawiając ultimatum, że w razie niespełnienia ich żądań, co miesiąc będą zabijać jednego z nich. Pierwszą ofiarą pada holenderski inżynier, jedyny dziedzic wielomilionowej fortuny potentata przemysłowego, Jensa van Hongena, którego wieść o śmierci syna przyprawia o atak serca. Przed śmiercią van Hongen czyni swoim spadkobiercą nieślubnego syna, Fritza Grahla, drobnego przestępcę i notorycznego gościa niemieckich aresztów oraz zakładów poprawczych, stawiając jednak warunek, że może on przejąć fortunę, dopiero gdy pomści śmierć brata. W celu organizacji wyprawy na Czarny Kontynent, Fritz udaje się do Stanleya Jervisa, brytyjskiego weterana sił specjalnych, którego van Hongen niegdyś uratował z rąk Gestapo. Chcąc spłacić dług wdzięczności, Jervis decyduje się pomóc chłopakowi i zaczyna werbunek oddziału najemników, którego trzon ma stanowić banda najemników, zwana od nazwiska dowódcy Gangiem Leroque’a. Jej członkami są doświadczeni weterani, którzy już kiedyś walczyli za pieniądze w paru afrykańskich konfliktach, dodatkowo wsparci przez drużynę komandosów z SAS pod komendą Briana Nortolta oraz kilku spadochroniarzy z Kevinem Haltreyem na czele. W ostatniej chwili do ekspedycji dołącza grupa brytyjskich geologów, którzy mają zbadać odkryte w Tandze złoża uranu, i dwójka młodych mężczyzn: uciekinier z komunistycznej Polski, były zapaśnik Wojtek „Chris” Krzysztofeczko oraz dezerter ze stacjonującej w RFN jednostki amerykańskiej, Clint Farloon. Cała akcja jest dyskretnie monitorowana przez CIA, odkąd w grę zaczęły wchodzić warte spore pieniądze surowce mineralne.
W trakcie podróży, młody Fritz, tytułujący się już jako Frederic van Hongen, rozkochuje w sobie eskortowaną córkę prezydenta Nyakobo, który w obawie przed terrorystami postanawia ściągnąć ją z elitarnej szkoły w środkowej Europie. Po przybyciu do Matabele, stolicy Tangalandu, członkowie ekspedycji zaczynają orientować się w rzeczywistej sytuacji gospodarczej kraju, który w zamian za pozwolenie na zbrojną ekspedycję i koncesje wydobywczą, zaciągnął u rządu brytyjskiego olbrzymią pożyczkę. Okazuje się, że Tanga była od wieków areną walki między trzema nienawidzącymi się plemionami, które drogą kompromisu wybrały na prezydenta Nyakobo, głównie dlatego, że pochodził z małego, niewiele znaczącego plemienia Ourima. Nyakobo przechytrzył jednak wszystkich i dokonując reorganizacji wojska, otoczył się gwardią, której żołnierze rekrutowali się wyłącznie ze szczepu Ourima i wyposażył ją w ciężką broń, czołgi oraz lotnictwo, pozostałym trzem dywizjom plemiennym zostawiając przestarzały sprzęt i amunicję na niespełna godzinę walki. Sam Nyakobo zamknął się w opływającym luksusami, nowoczesnym pałacu, będącym fortecą otoczoną przez oddziały ourimskich gwardzistów oraz pola minowe. W trakcie prywatnej rozmowy z dyktatorem, Fritz prosi o rękę Neliny, córki Nyakobo, obiecując, że po odziedziczeniu spadku, zainwestuje w jego kraj więcej, niż mógłby to zrobić jakikolwiek bank.
Kiedy wyprawa rusza w kierunku rejonu Harel, Amerykanie postanawiają pokrzyżować plany Leroque’a, przygotowując na górskiej przełęczy zasadzkę, mającą unicestwić członków brytyjskiej ekspedycji. Wykorzystują do tego mieszkającego w Afryce podróżnika polskiego pochodzenia, Mamulewicza, która namawia wodza dzikiego plemienia Buso do ataku, kierując się nienawiścią do Anglii za antypolską politykę Kongresu Wiedeńskiego i Wersalu, a także zdradę we wrześniu 1939 roku. Busoni, zdając sobie sprawę z olbrzymiej przewagi ciężkiej broni białych ludzi, najpierw postanawiają otruć najemników, jednak podstęp zostaje wykryty. Leroque z ciężkim sercem nakazuje eksterminacje mieszkańców wioski, kiedy interwencja Krzysztofeczki, który przykłada mu pistolet do głowy, zapobiega rzezi. Do Wojtka niespodziewanie dołącza Farloon, który prywatnie nienawidzi Polaka za awanturę sprzed paru lat, kiedy w obronie miejscowej dziewczyny przed bandą motocyklistów Clinta, Krzysztofeczko oblał go benzyną i chciał podpalić. Ostatecznie do egzekucji nie dochodzi i Gang Leroque’a rusza dalej, zostawiając Chrisa i Farloona w tylnej straży. Obaj zostają nocą zaatakowani przez wojowników Buso, jednak udaje im się wyjść cało z opresji, zbrojnie odpierając atak. Wśród ofiar jest Mamulewicz, który wypomina Wojtkowi, że służy krajowi zdrajców, na co ten odpowiada, że Amerykanie nie przejmują się losem Polaków bardziej niż Brytyjczycy. Po śmierci podróżnika i likwidacji zagrożenia, obaj młodzi awanturnicy postanawiają ruszyć śladem reszty oddziału, który niemal dotarł już do celu. Dzięki podstępowi i zdradzie jednego z miejscowych, najemnikom udaje się zaskoczyć FWL i wyrżnąć cały obóz praktycznie bez żadnych strat. Po zabezpieczeniu terenu i uwolnieniu zakładników, członkowie ekspedycji wyruszają w drogę powrotną do Matabele.
W międzyczasie Nyakobo dowiaduje się od informatora, że armia planuje przewrót mający go obalić i tym razem część spiskowców znajduje się w szeregach Ourima. Nieufny dyktator postanawia odesłać część swoich ludzi z pałacu i korzystając z okazji, rekrutuje do osobistej ochrony część najemników van Hongena, którzy po powrocie z Harel czekają na powrotny samolot do Londynu w hangarach lotniska gwardii. Dzień przed ich planowanym wylotem, wczesnym rankiem trzy zjednoczone dywizje plemienne przypuszczają atak na pałac prezydencki, podczas gdy grupa zdrajców w szeregach wyprawy, którym przewodzi Nortolt, przy użyciu moździerzy niszczy prezydenckie myśliwce jeszcze przed startem. Następnie ścierają się oni z niewielkimi siłami pancernymi Tangi, które przyszły lotnisku z odsieczą.
Tymczasem w pałacu, którego mieszkańcy budzą się zaalarmowani strzałami, spotykają się przy prezydenckim gabinecie Nyakobo, jego adiutant pułkownik Oubu oraz Fritz i Gurt, jeden z najemników Leroque’a. Kiedy Oubu sugeruje, że gwardia, która zdołała powstrzymać wrogą piechotę, powinna zaczekać na czołgi i przejść do kontrataku, rozwścieczony Nyakobo sięga po klucz do dyspozytorki, w której znajdują się przyciski detonujące miny i ładunki wybuchowe wokół pałacu, złośliwie stwierdzając, że woli sam załatwić sprawę z buntownikami, jednak zanim udaje mu się dotrzeć do konsoli, zostaje zastrzelony przez Gurta. Zaskoczony Oubu próbuje się bronić, jednak zostaje z łatwością obezwładniony przez Fritza. Ten odbiera mu pistolet maszynowy UZI, którego następnie używa do zastrzelenia kilku żołnierzy gwardii, spieszących na pomoc prezydentowi, po czym obcina nożem ucho pułkownikowi Oubu, grożąc dalszymi torturami, jeśli nie wskaże mu przycisków odpowiedzialnych za wysadzenie wewnętrznego pierścienia obrony, na którym walczą wierne Nyakobo oddziały. Pułkownik, który uświadamia sobie, że niezdarny i zarozumiały pozer, za jakiego uważali van Hongena, jest w rzeczywistości bezwzględnym, świetnie wyszkolonym agentem, który podstępem pomógł w obaleniu reżimu, dlatego ostatecznie wskazuje mu właściwe przyciski. Za ich pomocą Fritz wysadza obsadzone przez Ourima bastiony obronne, umożliwiając dowodzonej przez kapitana Mano piechocie zająć i splądrować pałac. Wychodzi na jaw, że obaj pracowali na zlecenie służb komunistycznych, które korzystając z cichej wojny między CIA a Londynem, dokonały zamachu stanu, przejmując władzę w Tangalandzie.
Zamach udaje się, Nyakobo nie żyje, Nelina zostaje zgwałcona i zamordowana przez van Hongena, a gwardia Ourima zostaje wycięta w pień, z wyjątkiem garnizonu lotniska, który stawia zacięty opór najemnikom Nortolta i Leroque’a. W ostatniej chwili konkwistadorom przychodzi z pomocą armia nowego przywódcy państwa, generalisimussa Mano, jednak spora część ludzi nie żyje albo jest ciężko ranna. Wśród trupów Farloon odnajduje trafionego czołgowym odłamkiem Krzysztofeczkę, którego desperacko próbuje uratować, jednak rany okazują się zbyt poważne i chłopak umiera. Parę dni później, na krótko przed wydaleniem zdradzonych przez van Hongena członków ekspedycji, jeden z przyjaciół Leroque’a spotyka Farloona płaczącego nad grobem Chrisa, który jak zwykle zachowuje się dumnie i awanturniczo, jednak jest wyraźnie poruszony śmiercią kompana. W epilogu Clint odwiedza mieszkającą pod Londynem Miriam Morrison, dziewczynę którą Polak kiedyś obronił przed nim i jego motorockersami. Przeprasza ją za tamtą sytuację, po czym wręcza honorarium Krzysztofeczki za udział w ekspedycji, pokrótce informując w jaki sposób zginął. Na pytanie, dlaczego zjawił się u niej akurat on, odpowiada, że był jego jedynym przyjacielem, po czym przeprasza ją raz jeszcze i odchodzi, a jego dalsze losy są opisane w powieści Najlepszy.